# Mastigias ocellatus
Mastigias ocellatus är en manetart som först beskrevs av Modeer 1791.  Mastigias ocellatus ingår i släktet Mastigias och familjen Mastigiidae. Inga underarter finns listade i Catalogue of Life.